# Maria Colombo
Pour les articles homonymes, voir Colombo (homonymie).
Maria Colombo (née en 1989) est une mathématicienne italienne spécialisée dans l'analyse mathématique. Elle est professeure à l'École polytechnique fédérale de Lausanne (EPFL) en Suisse, où elle occupe la chaire d'analyse mathématique, calcul des variations et équations aux dérivées partielles,.

## Formation et carrière
Colombo est née le 25 mai 1989 à Luino, près de la frontière suisse de l'Italie,. Elle a concouru pour l'Italie aux Olympiades internationales de mathématiques de 2005, 2006 et 2007, gagnant respectivement des médailles de bronze, d'or et d'argent.
Elle a obtenu un baccalauréat et une maîtrise en mathématiques à l'université de Pise en 2010 et 2011,  et a obtenu un doctorat en 2015 à l'École normale supérieure de Pise, sous la direction conjointe de Luigi Ambrosio et Alessio Figalli,. Sa thèse, intitulée Flows of non-smooth vector fields and degenerate elliptic equations: With applications to the Vlasov-Poisson and semigeostrophic systems, a été publiée sous forme de livre en 2017 par Edizioni della Normale.
Après des recherches postdoctorales avec Camillo De Lellis à l'université de Zurich, elle rejoint l'École polytechnique fédérale de Lausanne (EPFL) en tant que professeure assistante en 2018 et est promue professeure ordinaire en 2021.

## Prix et distinctions
L'Académie des Lyncéens a décerné à Colombo son prix Gioacchino Iapichino pour 2016. Elle a été lauréate 2017 du prix Carlo Miranda de la National Society of Sciences, Letters and Arts of Naples (it) et la lauréate 2019 du prix Bartolozzi de l'Union mathématique italienne. Elle a été annoncée comme la lauréate 2022 du prix biennal Peter Lax, qui sera décerné lors de la Conférence internationale sur les problèmes hyperboliques.